# The Greatest Show on Earth (группа)
The Greatest Show on Earth — британская прогрессив-рок-группа, созданная в 1968 году.
Наиболее известная композиция группы — «Real Cool World».

## История
По замыслу звукозаписывающей компании, группа должна была представлять собой «трубное» рок-комбо в духе групп Blood, Sweat & Tears или Chicago. Вместо оригинального вокалиста группы Оззи Лейна в октет был приглашён Колин Хортон-Дженнингс, приступивший к написанию песен, которые должны были заменить ритм-энд-блюз, на тот момент превалировавший в концертных сетах группы.
Дебютный альбом Horizons, выпущенный в марте 1970 года, остался незамеченным на родине, хотя представлял собой хорошо обработанный и сбалансированный материал и имел несколько запоминающихся композиций, таких как сингл «Real Cool World» (вышедший в феврале 1970 года и привлёкший европейскую аудиторию) или «Angelina». Рецензент Allmusic в своём обзоре дебютного альбома отдельно выделил ритм-секцию в лице Рона Пруденса (барабаны) и Нормана Ватт-Роя (бас). Второй сингл, «Tell The Story», постигла судьба первого.
Альбом The Going’s Easy, вышедший в том же году, местами напоминает звучание Blood, Sweat & Tears с усиленной рок-энергетикой. Композицию «Magic Touch Woman» впоследствии перепели музыканты группы The Hollies. The Going’s Easy стал последним альбомом группы; вследствие отсутствия интереса на родине коллектив распался к середине 1971 года.
The Greatest Show on Earth были одной из наиболее «тяжело» звучащих британских коллективов, вышедших из пост-психоделии конца 1960-х годов и имевших в своём распоряжении духовую секцию.

## Дискография
Студийные альбомы
- 1970 — Horizons
- 1970 — Going’s Easy

Сборники
- 1975 — The Greatest Show on Earth

## Дополнительные факты
- Дизайном обложек альбомов The Greatest Show on Earth занималась знаменитая студия Hipgnosis.